# Kapitalproduktivität
Die Kapitalproduktivität (englisch capital output ratio) ist in der Volkswirtschaftslehre eine volkswirtschaftliche Kennzahl, welche die Produktivität des Produktionsfaktors Kapital anzeigt.

## Allgemeines
Die Produktivität stellt die erwirtschaftete Leistung den hierfür eingesetzten Produktionsfaktoren gegenüber. Auf diese Weise lässt sich beim Faktor Arbeit die Arbeitsproduktivität, beim Boden die Bodenproduktivität und beim Kapital die Kapitalproduktivität messen.
| Produktionsfaktor | Faktorproduktivität  | Faktorpreis      |
| ----------------- | -------------------- | ---------------- |
| Arbeit            | Arbeitsproduktivität | Arbeitseinkommen |
| Boden             | Bodenproduktivität   | Bodenertrag      |
| Kapital           | Kapitalproduktivität | Kapitalzins      |

Alle Teilproduktivitäten zusammen ergeben die totale Faktorproduktivität, bei welcher der technische Fortschritt berücksichtigt wird.

## Ermittlung
Die Kapitalproduktivität {\displaystyle KP}.ist das Verhältnis zwischen dem gesamtwirtschaftlichen Bruttoinlandsprodukt (BIP) {\displaystyle Yr} und dem Kapitalstock {\displaystyle K}:
{\displaystyle KP={\frac {Yr}{K}}}.
Da der Kapitalstock mit dem Bruttoanlagevermögen (ohne Grund und Boden) {\displaystyle BAV} identisch ist, lässt sich die Kapitalproduktivität auch wie folgt darstellen:
{\displaystyle KP={\frac {Yr}{BAV}}}.
Auch weitere Varianten der Kapitalproduktivität sind möglich.
Die Beziehung zwischen Arbeitsintensität, Arbeitsproduktivität und Kapitalproduktivität ergibt sich aus folgender tautologischer Gleichung:
{\displaystyle KP={\frac {A}{K}}={\frac {Yr}{K}}:{\frac {Yr}{A}}},
wobei der Arbeitseinsatz mit {\displaystyle A} berücksichtigt ist. Die Kapitalintensität {\displaystyle KI} betrifft das Verhältnis vom eingesetzten Kapitalstock zum Arbeitseinsatz:
{\displaystyle KI={\frac {K}{A}}}
und gilt als Messgröße für den technischen Fortschritt, bei dem der Faktor Arbeit durch den Faktor Kapital (teilweise) ersetzt wird (Automatisierung).

## Kapitalkoeffizient
Der Kehrwert aus der Kapitalproduktivität ist der Kapitalkoeffizient {\displaystyle KK}:
{\displaystyle KK={\frac {K}{Yr}}}.
Der Kapitalkoeffizient ist von größerer Bedeutung als die Kapitalproduktivität und sagt aus, wie viel Kapital (gemessen in Geldeinheiten) zur Produktion einer Gütereinheit (gemessen in Geldeinheiten) erforderlich ist.
Inkrementaler Kapitalkoeffizient

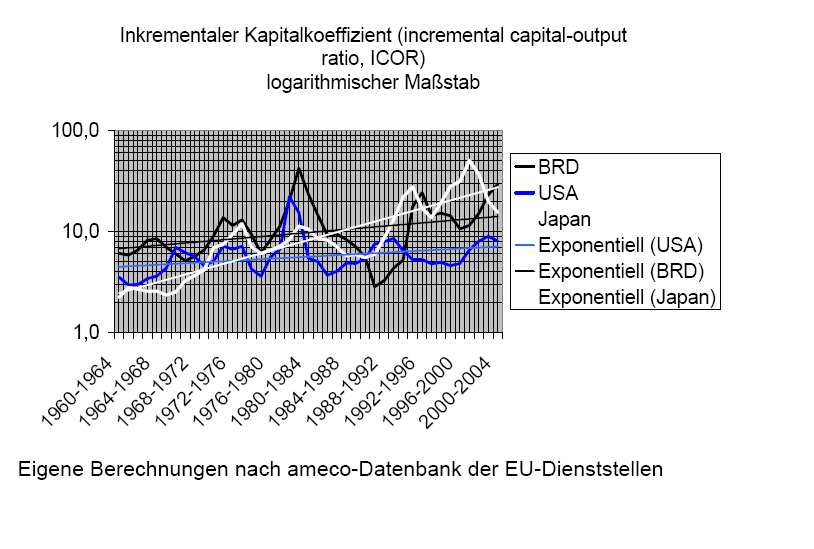
Inkrementaler Kapitalkoeffizient, 1960 bis 2004, USA, BRD und Japan

Um die Kapitalproduktivität oder ihren Kehrwert, den Kapitalkoeffizienten, empirisch zu ermitteln, muss der Kapitalstock bekannt sein. Da dessen Messung nicht so einfach ist, behilft man sich bisweilen mit dem inkrementalen Kapitalkoeffizienten. Als "inkrementaler Kapitalkoeffizient" (englisch incremental capital-output ratio, ICOR), wird definiert:
{\displaystyle {\text{inkrementaler Kapitalkoeffizient}}={\frac {\Delta K}{\Delta Y}}}.
Für {\displaystyle \Delta Y} kann die Veränderung des Bruttoinlandsprodukts vom Jahr {\displaystyle t} zum Jahr {\displaystyle t+n} verwendet werden und für {\displaystyle \Delta K} die entsprechende Veränderung des Kapitalstocks, dargestellt durch die Bruttoanlageinvestitionen der Jahre {\displaystyle t} bis {\displaystyle t+n}. Streng genommen müssten die Nettoinvestitionen verwendet werden und das Nettoinlandsprodukt. Da dies jedoch an den Ergebnissen kaum etwas ändern würde, werden vereinfacht das Bruttoinlandsprodukt und die Bruttoanlageinvestitionen genommen.
Ein steigender inkrementaler Kapitalkoeffizient gibt an, dass eine immer größer werdende Erhöhung des Kapitalstocks notwendig ist, um eine bestimmte Erhöhung des BIP zu erreichen. Die Grafik gibt die Entwicklung des inkrementalen Kapitalkoeffizienten, berechnet jeweils über einen Zeitraum von 4 Jahren von (1960–1964) bis 2000–2004. Die Entwicklung ist für die Länder der Triade, also die drei größten Volkswirtschaften der Welt, die zusammen knapp die Hälfte des Welt-BIPs auf sich vereinigen, dargestellt.

## Wirtschaftliche Aspekte
Das BIP zu Marktpreisen betrug im Jahre 2001 in Deutschland 1.980 Mrd. Euro, der Kapitalstock 10.222 Mrd. Euro, woraus sich anhand der Gleichung eine Kapitalproduktivität von 0,1937 ergibt. Das bedeutet, dass mit dem Kapitaleinsatz von 1 Mrd. Euro ein Beitrag zum BIP von 193,7 Mio. Euro geleistet wurde. Entsprechend betrug der Kapitalkoeffizient 5,16, so dass zur Erbringung des BIP ein fünfmal höherer Kapitalstock verwendet wurde.
Bei niedriger Kapitalproduktivität neigen die Unternehmen nicht zu Investitionen, so dass durch rückläufige Investitionsgüternachfrage ein vorhandenes Wirtschaftswachstum abgeschwächt wird und in eine Depression führen kann. Umgekehrt bringt eine hohe Kapitalproduktivität Expansion mit hohen Investitionen und steigender Güternachfrage. Je mehr Kapital in den Produktionsprozess eingebracht ist, desto geringer wird jedoch die Grenzproduktivität des Faktors Kapital. Diese Grenzproduktivität gibt den Zuwachs des BIP an, der auf den Einsatz einer zusätzlichen Einheit des Faktors Kapital zurückzuführen ist. Die Grenzproduktivität des Kapitals ist mithin die marginale Veränderung der Kapitalproduktivität. In der Grenzproduktivitätstheorie der Verteilung ist das Grenzprodukt des Kapitals im Marktgleichgewicht mit dem Realzins identisch. Gewinnmaximierung liegt in diesem Zusammenhang vor, wenn die reale Grenzproduktivität des Kapitals gleich dem realen Faktorpreis des Kapitals (Kapitalzins) ist.
Sinkt die Kapitalproduktivität, wurde im Zeitablauf vermehrt Kapital für die gleiche Produktionsmenge an Gütern und Dienstleistungen eingesetzt, so dass der Faktor Arbeit durch größeren Kapitaleinsatz substituiert wurde (wie bei der Automatisierung) und umgekehrt. Bei wachsender Kapitalproduktivität entstehen übermäßige investive Einkommen, in Zeiten der sinkenden Kapitalproduktivität setzen sich meist übermäßige konsumtive Einkommen und ungenügende Gewinne durch.
Alle Gleichungen zeigen, dass die Kapitalproduktivität durch Gegenüberstellung einer Stromgröße mit einer Bestandsgröße errechnet wird. Die Höhe der Kapitalproduktivität ist damit mathematisch abhängig von der Größe des Zeitraums, für den sie gemessen werden soll. Weitere Einflussfaktoren sind die zu einer Verringerung der Kapitalproduktivität führende Substitution (durch Arbeitsproduktivität)  und der zu einer Erhöhung beitragende technische Fortschritt; auch der Auslastungsgrad wirkt auf die Kapitalproduktivität ein.
Die Kapitalproduktivität definiert als (Brutto-)Inlandsprodukt im Verhältnis zum Kapitalstock (Kapitaleinsatz) stellt eine Art Obergrenze für die gesamtwirtschaftliche Rentabilität (Profitrate) dar. Das Inlandsprodukt setzt sich zusammen (bis auf einige grenzüberschreitende Einkommensströme) aus den Gewinn- und den Lohneinkommen. Die Gewinneinkommen im Verhältnis zum Kapitalstock können als gesamtwirtschaftliche Rentabilität (Profitrate) verstanden werden. Wenn nun die Kapitalproduktivität abnimmt, dann kann diese Rentabilität nur aufrechterhalten werden, indem gleichzeitig der Anteil der Lohneinkommen am Inlandsprodukt (Lohnquote) zurückgedrängt wird. Wünschenswert ist also eine stabile Kapitalproduktivität, da andernfalls Verteilungskonflikte entstehen könnten. Dabei ist noch zu berücksichtigen, dass der Kapitaleinsatz nicht nur aus dem Wert des Kapitalstocks besteht, sondern auch Vorleistungen, Kassenhaltung usw. zu berücksichtigen sind. Außerdem können Steuernachlässe für die Unternehmen die Rentabilität nach Steuern auch stabilisieren. Alle diese Maßnahmen enden, wenn der Trend sinkender Kapitalproduktivität anhält.